# Raoul II. de Brienne
Raoul II. de Brienne († 19. November 1350 in Paris) war Sohn von Raoul I. de Brienne, Graf von Eu und Guînes, und Jeanne de Mello. 1344 folgte er seinem Vater sowohl als Graf als auch als Connétable von Frankreich.
1340 heiratete er Katharina, Tochter von Ludwig II. von Savoyen-Vaud und Isabelle de Châlon, und Witwe von Azzo Visconti. Er hatte keine ehelichen Kinder, lediglich einen unehelichen Sohn, Jean du Bois, seigneur de Maison Forte.
Bei der Belagerung von Caen 1346 wurde Raoul von der englischen Armee unter der Leitung von Thomas Holland, 1. Earl of Kent gefangen genommen. Im Herbst 1350 durfte er nach Frankreich zurückkehren, nachdem es ihm gelungen war, 60.000 Goldécu Lösegeld aufzubringen.
Nach seiner Ankunft in Paris wurde er am 18. November 1350 festgenommen und im Louvre eingesperrt, wobei die Gründe dafür ungeklärt sind. Am Tag darauf wurde er auf Befehl des Königs und ohne Prozess im Hof des Louvre geköpft. Die Hinrichtung brachte Johann II. die Feindschaft eines großen Teil des französischen Adels ein, darunter vor allem von jenen, die mit Raoul II. de Brienne familiäre Beziehungen hatten.
Raouls Nachfolger als Connétable wurde Charles de la Cerda, der darauf lange hingearbeitet hatte. Die Grafschaft Guînes wurde beschlagnahmt und in die Domaine royal eingegliedert, die Grafschaft Eu wurde Jean d’Artois, genannt Jean Sans Terre, gegeben, dem Sohn von Robert III. von Artois. Am 22. Januar 1351 geriet die Burg von Guînes durch Verrat in die Hände der Engländer. 1360 wurden im Frieden von Brétigny Stadt und Grafschaft vollständig England zugesprochen.